# پدیاپرس

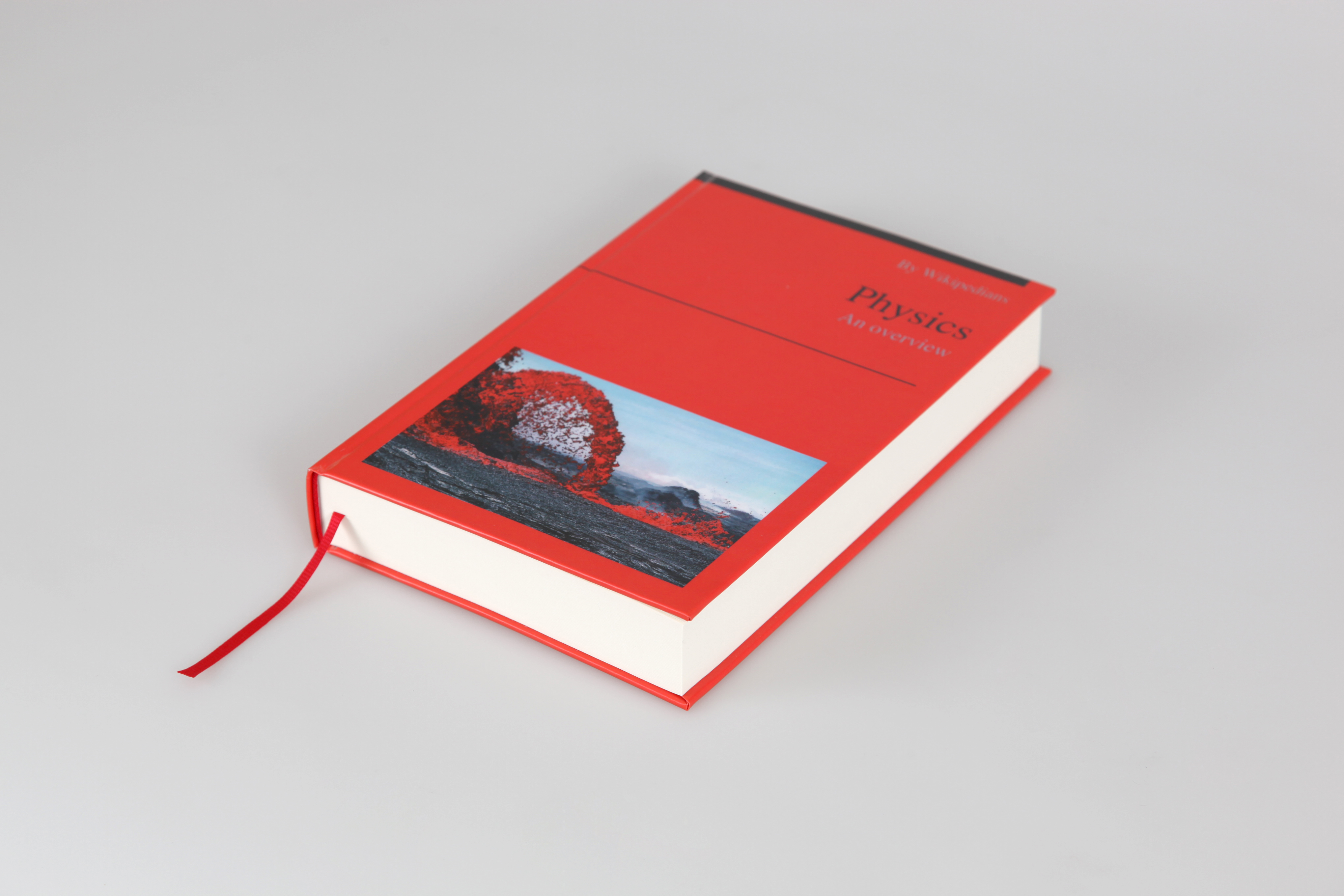
نمونه کتاب پدیاپرس

پدیاپرس(به آلمانی: PediaPress) یک مرکز تولید نرم‌های آزاد(متن باز) و ناشر کتاب است که در ماینز آلمان قرار دارد. و می‌توان از طریق این انتشارات محتوای ویکی(به انتخاب خریدار) را به صورت کتاب دریافت کرد.
پدیاپرس و بنیاد ویکی‌مدیا از دسامبر ۲۰۰۷ با هم همکاری دارند. و بنیاد ویکی‌مدیا ده درصد فروش کتاب‌های این ناشر را می‌گیرد.